# Paraswammerdamia
Paraswammerdamia is een geslacht van vlinders van de familie stippelmotten (Yponomeutidae).

## Soorten
- P. albicapitella

Witkraagduifmot (Scharfenberg, 1805)
- P. conspersella (Tengstrom, 1848)
- P. iranella G. Friese, 1960
- P. lapponica Petersen, 1932
- P. nebulella

Meidoornduifmot (Goeze, 1783)
- P. ornichella G. Friese, 1960
- P. ruthiella Steuer, 1993